# Christian Geist
Christian Geist (ca. 1640 i Güstrow i Mecklenburg – 1711 i København) var en tyskfødt organist og komponist, der fra ca. 1680 var organist i København. 
Det antages at han fik sin første orgelundervisning af sin far, der var kantor ved domkirken i Güstrow. I 1665 forsøgte han uden held at få embedet som kantor ved Johanneskirken i Hamburg men omtales med hæder. I årene 1667-1669 var han ansat i det hertugelige slotskapel i Güstrow, og derefter en kort tid bassanger i Det Kongelige Kapel i København. Fra 1670 – 1679 var i Sverige, bl.a. som musiker i Kungliga Hovkapellet. 
Fra tiden i Sverige stammer det meste af den musik, der har overlevet til i dag. Uniersitetsbiblioteket i Uppsala har bevarer omkring 60 overvejende kirkelige vokalværker som er skrevet i italiensk stil, men dog i et selvstændigt tonesprog. Han var en betydelig musiker, og selv om hans nye ophold i Danmark fra ca. 1680 ikke har sat mange kompositoriske spor, antages det at Geist havde haft en ikke ringe indflydelse i vort musikliv. Man kan man i ham se en forgænger, måske endogså et forbillede for Diderich Buxtehude. 
På et tidspunkt efter 1680 blev Geist organist ved Helligåndskirken og Trinitatiskirken (1684-1686) og fra 1689 til sin død ved Holmens Kirke. Der efterfulgte han Johan Lorentz den yngre, der ligesom Geists hustru og datter omkom ved operahusets brand. Det antages at Geist døde af pest sammen med sin tredje kone og børn under pestepidemien i 1711.